# Buldukpınarı, Tepebaşı
Buldukpınar là một xã thuộc huyện Tepebaşı, tỉnh Eskişehir, Thổ Nhĩ Kỳ. Dân số thời điểm năm 2011 là 32 người.